# Yōichi Masuzoe
Yōichi Masuzoe (舛添 要一, Masuzoe Yōichi), né le 29 novembre 1948 à Yahata (qui fait aujourd'hui partie de Kitakyūshū, dans la préfecture de Fukuoka), est un politologue, universitaire, écrivain et homme politique japonais, membre du Parti libéral-démocrate jusqu'au 22 avril 2010, président du Nouveau parti de la réforme d'avril 2010 à juillet 2013 et gouverneur de Tokyo de février 2014 à juin 2016.
Il est élu à la proportionnelle nationale à la Chambre des conseillers du Japon, chambre haute de la Diète, de 2001 à 2013 et est ministre de la Santé, du Travail et des Affaires sociales du 27 août 2007 au 16 septembre 2009, reconduit à ce poste dans le cabinet de Yasuo Fukuda le 26 septembre 2007 et dans celui de Tarō Asō le 24 septembre 2008.

## Formation et carrière professionnelle
Originaire de Kyūshū, il fait toute sa scolarité dans sa ville natale de Yahata puis entre à la faculté de droit et de sciences politiques de l'université de Tokyo dont il sort diplômé en histoire des systèmes politiques et du droit européen en 1971. Il part ensuite parfaire sa formation en Europe, tout d'abord à l'Institut d'histoire des relations internationales contemporaines de l'université Panthéon-Sorbonne de 1973 à 1975 puis à l'Institut de hautes études internationales (HEI) de l'Université de Genève de 1976 à 1978. Il se spécialise alors dans l'étude des relations internationales et tout particulièrement sur le système politique et diplomatique français. Une fois rentré au Japon, il retourne à l'université de Tokyo où il sera professeur associé en sciences politiques et en histoire de 1979 à 1989.

## Le scientifique reconnu
Parlant 7 langues (japonais, anglais, français, allemand, espagnol, russe et italien), auteur de plusieurs ouvrages et articles sur la France et sur l'étude de ses relations avec le Japon ou encore de la comparaison entre les systèmes politiques des deux pays dans les années 1980, il est alors considéré comme un des experts japonais sur ces questions et plus généralement sur les dossiers internationaux et est donc sollicité tout aussi bien par les médias et par les milieux politiques.

### La médiatisation
Tout d'abord, dans un contexte de grands bouleversements dans les relations internationales (du fait du délitement du bloc soviétique) mais aussi de la crise de plus en plus marquée du système politique japonais (notamment par la multiplication des scandales politico-financiers), il est régulièrement invité dans les débats d'experts qui se multiplient alors à la télévision, et le restera jusqu'à aujourd'hui encore, acquérant ainsi une certaine notoriété auprès du public. 
Il devient notamment un habitué de l'émission Asa Made Nama Terebi (朝まで生テレビ) de la chaîne TV Asahi qui consiste à faire débattre, parfois de manière assez vive, des experts, des journalistes, des intellectuels et des hommes politiques sur des sujets divers allant de la politique intérieure à des questions d'actualité internationale ou de société et qui a lieu tard après minuit une fois par mois depuis le 24 avril 1987. Ainsi, sur les 229 éditions du programme qui ont été diffusées entre avril 1987 et avril 2006, Masuzoe y est apparu 95 fois. 
Sur la même chaîne, il est aussi régulièrement l'invité du Beat Takeshi's TV Tackle (ビートたけしのTVタックル), là aussi une émission débat mais diffusée toutes les semaines en prime time dans une atmosphère plus décontractée et présentée par le célèbre Beat Takeshi (plus connu, en tant que réalisateur et acteur, sous le nom de Takeshi Kitano). Ses relations avec les médias portant sur l'actualité politique et les questions de société le poussent à entrer en 1989 au sein du comité éditorial du magazine en langue anglaise Japan Echo, qui reprend tous les trimestres une sélection d'articles japonais qu'il traduit en anglais et publie ainsi pour les diffuser dans le monde anglophone, et il est d'ailleurs, de 1998 à 2001, rédacteur en chef des Cahiers du Japon, l'équivalent francophone de cette publication.

### Un expert gouvernemental
Mais il est également très tôt approché par le monde politique. Il est en effet conseiller du Comité des sages Japon-France du ministère des Affaires étrangères de 1981 à 1984, puis du Comité pour les études internationales du bureau du Premier ministre à partir de 1984, il en devient membre de 1997 à 2001. De plus en plus critique vis-à-vis de l'organisation de l'université de Tokyo, il en démissionne en juin 1989 pour créer son propre think tank en économie politique et en relations internationales, le Masuzoe Institute. 
Tout en restant un expert reconnu pour la diplomatie du Japon et son système politique, il s'exprime de plus en plus dans les années 1990 en faveur du renforcement de la sécurité éthique et de la réglementation concernant les technologies à risque, et en tout premier lieu l'énergie nucléaire, afin d'éviter au maximum les erreurs humaines, notamment en renforçant la coopération internationale dans ce domaine et dans le même temps rassurer les populations quant au développement de telles industries,. Il est ainsi membre de 1987 à 2007 du Comité pour la promotion de la politique énergétique (CEPP), un think tank portant sur la recherche énergétique et plus particulièrement sur le développement du nucléaire au Japon, ainsi que de la Commission gouvernementale sur le nucléaire. Il est alors l'un des tout  premiers à mettre l'accident nucléaire de Tokaimura du 30 septembre 1999 sur le compte de la négligence humaine, et à défendre le renforcement de la législation en matière de sécurité des centrales ainsi que la réforme de la formation des ingénieurs nucléaires.

## Carrière politique

### La candidature au poste de gouverneur de Tokyo
Il est une première fois sollicité par le PLD en 1991 pour tenter de prendre le poste de gouverneur d'Hokkaidō au socialiste Takahiro Yokomichi, mais il refuse. 
C'est finalement un évènement marquant de sa vie qui le pousse à s'investir en politique. En effet, à partir de 1997, il s'occupe pendant plusieurs années de sa mère, touchée par la maladie d'Alzheimer. Cette expérience, relatée dans un livre, When I Put a Diaper on My Mother (« Lorsque j'ai mis une couche à ma mère ») paru en 1998 et devenu un best seller, l'a poussé à porter un regard critique sur le système de sécurité et d'assistance sociale, notamment de l'aide, des soins et du soutien aux personnes âgées.
C'est dans ce contexte que la fédération locale du PLD lui propose de se présenter à l'élection au poste de gouverneur de Tōkyō. Toutefois, critiquant le mode de désignation interne des candidats du parti, il refuse toute étiquette politique et se présente comme indépendant. 
Il déclare vouloir reconstruire le « réseau de sécurité sociale » qui selon lui fait défaut et fait campagne sur les thèmes du bien-être, de l'assistance sociale, de la décentralisation et de la dérégulation, proposant notamment d'augmenter le nombre de vice-gouverneurs de 3 à 6 afin de mieux répartir les tâches. 
Lors du scrutin le 11 avril 1999, il arrive en troisième position, derrière l'écrivain et ancien ministre, lui aussi proche du PLD qui a fait campagne sans affiliation partisane, Shintarō Ishihara qui est élu (avec près d'1,7 million des voix et 30,5 % des suffrages), et derrière le candidat du Parti démocrate du Japon (et désormais ministre de la Justice dans le gouvernement Fukuda) Kunio Hatoyama (850 000 voix environ et 15,6 % des suffrages). Il obtient toutefois un score honorable, étant devancé de peu par Hatoyama avec 836 104 voix et 15,3 % des suffrages. De plus, il devance le candidat finalement soutenu par le PLD et ancien secrétaire général adjoint pour les Affaires humanitaires et coordinateur des secours d'urgence de l'ONU Yasushi Akashi (690 000 voix, 12,6 %).

### Élu à la Chambre haute
Le décès de sa mère en 2000 l'amène à pousser encore plus loin son engagement politique. 
Il est élu à la Chambre des conseillers, la chambre haute de la Diète, sur la liste nationale du PLD, grâce surtout au soutien personnel de Jun'ichirō Koizumi, en juillet 2001, et est réélu en 2007. Il adhère ainsi totalement à ce parti mais refuse de s'inscrire dans une des factions partisanes qui le composent. Spécialiste des questions de relations internationales, notamment partisan du renforcement des liens avec l'Europe (et plus particulièrement avec la France) et la Corée du Sud ou la Chine, il siège au sein de la Commission des Affaires étrangères et de la Défense et en est successivement le directeur de 2003 à 2004 puis le président de 2005 à 2006.
Mais surtout, il conserve une image médiatique d'expert franc et compétent hérité de son passé de scientifique, et continue à arpenter les plateaux de télévision pour exposer ses positions. Il partage alors la plupart des positions phares défendues par Jun'ichirō Koizumi, comme son mépris du jeu des factions, l'appel à la reconnaissance des forces d'autodéfense comme une armée de plein droit ou encore le soutien à une réforme de l'administration et de la constitution. Il devient d'ailleurs président du Conseil de recherche politique du PLD et président par intérim par intérim de la Commission de la Chambre haute sur la Constitution à partir d'octobre 2006.
Souvent considéré comme un électron libre au sein de la majorité, et malgré le soutien (bien qu'il n'ait jamais tu ses critiques à son égard) dont il a fait preuve vis-à-vis de Jun'ichirō Koizumi, il se montre en revanche très critique envers son successeur Shinzō Abe. Il lui reproche surtout son manque de contrôle sur ses ministres qui sont touchés tour à tour par des scandales et de renforcer par ses réformes la fracture sociale. À la suite de l'échec du PLD à l'élection à la Chambre des Conseillers en 2007, Abe, fortement critiqué dans son propre camp et très impopulaire, est forcé d'ouvrir son Cabinet à certains de ses opposants au sein du parti, comme Masuzoe, lors d'un remaniement ministériel le 27 août 2007. Il est reconduit ensuite dans le gouvernement de Yasuo Fukuda le 25 septembre 2007 et dans celui de Tarō Asō le 24 septembre 2008. 

### Le ministre et la réforme de la sécurité sociale
Le jour de sa nomination le 27 août 2007, Yōichi Masuzoe déclare « mettre en jeu sa carrière politique » sur l'identification des 65 millions de dossiers que l'administration a admis en mai avoir perdu et représentant des cotisations et des droits à la retraite, résultat de décennies de mauvaise gestion de l'Agence d'assurance sociale qui a amené à ce que beaucoup de retraités reçoivent moins que ce qu'ils auraient dû. Ce scandale avait été l'une des causes majeures de la défaite du PLD aux élections à la chambre haute, tandis que Yōichi Masuzoe a toujours fait des questions de sécurité sociale et d'aides aux personnes âgées plus particulièrement l'un de ses principaux chevaux de bataille en politique. 
Néanmoins, le 12 décembre, le gouvernement annonce que 19 millions de dossiers ne pourraient finalement totalement être traités, du fait que leurs ayants droit sont soit morts, soit ont changé de nom (du fait d'un mariage), sont ont un nom incorrect enregistré dans le système informatique. De fait, ces personnes doivent donc, pour recouvrer la totalité de ce qui leur est dû, faire les démarches nécessaires de leur côté. Le ministre a toutefois refusé de s'excuser ou de démissionner (et malgré les appels de l'opposition à son retrait du Cabinet), déclarant mettre tout en œuvre pour résoudre ce problème. C'est dans ce contexte qu'il est chargé de défendre le plan gouvernemental de réforme du système de santé publique, qui prévoit notamment d'augmenter les cotisations sociales pour les plus de 75 ans. Pour réduire les craintes des personnes âgées, il a alors proposé une série de mesures comme d'intégrer leur système de couverture maladie à celui du Kokumin Kenko Hoken qui prend en compte au Japon les travailleurs indépendants et les jeunes pensionnaires indépendants, le transfert de la gestion de ce nouveau système des municipalités aux préfectures du Japon, la participation des sociétés d'assurance santé des salariés à son financement ou encore le retrait du plan gouvernemental de l'une des mesures les plus controversées, à savoir celle consistant à retenir à la source sur les pensions de retraite les primes d'assurance. 
En matière de santé, il a surtout décidé de lancer une vaste campagne de vaccination en priorité des personnels potentiellement en contact avec la grippe aviaire (docteurs, inspecteurs de quarantaines ou autre personnels de santé ou de l'immigration), soit en tout 6 400 doses environ qui pourront être portés dans un second temps à plus de 10 millions d'individus qui sont dans le milieu médical ou dans les services publics. C'est le premier plan au monde de vaccination contre la grippe aviaire. En 2009, il organise également la réponse japonaise à la diffusion de la grippe A (H1N1) au Japon.

### Une figure populaire de l'opposition
Restant l'une des personnalités politiques les plus appréciées des Japonais, et cela malgré la très forte impopularité des gouvernements dont il a fait partie et des difficultés rencontrées dans la gestion du dossier des retraites, il est pressenti par les observateurs politiques comme l'un des principaux candidats à la succession de Tarō Asō à la tête du PLD à la suite de l'importante défaite de ce dernier aux élections législatives du 30 août 2009. Néanmoins, dès le 2 septembre suivant, il annonce ne pas se porter candidat à la présidence du parti, s'estimant lui-même responsable de la défaite électorale du fait de sa participation au cabinet sortant.
Il se montre toutefois assez vite très critique à l'égard du nouveau président, Sadakazu Tanigaki, notamment de ne pas assez mettre à profit les difficultés du gouvernement (notamment les affaires de financement politique touchant le Premier ministre Yukio Hatoyama et le secrétaire général Ichirō Ozawa) et la baisse de ce dernier dans les sondages pour renforcer la position du PLD qui reste à un niveau relativement bas dans les sondages, et de ne pas être assez offensif dans les débats parlementaires. Menant bientôt dans les sondages comme l'homme politique préféré pour devenir le prochain Premier ministre (un sondage du Yomiuri Shimbun lui donne un taux de 27 %), dit envisager de créer son propre parti et quitte finalement le PLD le 22 avril 2010. Il rejoint le lendemain le Club Kaikaku, un petit parti conservateur libéral et nationaliste favorable à la continuation des réformes structurelles de Jun'ichirō Koizumi tout en atténuant ses effets sur le plan social. Il le transforme en Nouveau parti de la réforme et en prend la présidence. Son programme comprend une équipe gouvernementale restreinte, une réduction des impôts sur les sociétés et une dérégulation plus rapide afin de stimuler la reprise économique.

### Gouverneur de Tokyo
Masuzoe se présente à l'élection du 9 février 2014 pour remplacer Naoki Inose, gouverneur démissionnaire de Tokyo. Il se présente comme indépendant mais bénéficie du soutien des partis formant la majorité de droite au pouvoir sur le plan national, à savoir du PLD, du Nouveau Komeito et du Nouveau parti de la réforme. Il est principalement opposé à l'ancien premier ministre Morihiro Hosokawa (candidat centriste et anti-nucléaire soutenu par le Parti démocrate du Japon, le Parti de la vie du peuple et le Parti de l'unité) et à Kenji Utsunomiya (candidat de gauche soutenu par le Parti communiste, le Parti social-démocrate, Les Verts et le Nouveau parti socialiste). Il fait essentiellement campagne sur les questions sociales et de santé, voulant lutter contre les inégalités et renforcer les mesures de prévention concernant les risques naturels. Masuzoe l'emporte avec 43,4 % des suffrages exprimés,.
Durant son mandat, il participe à l'organisation des Jeux olympiques d'été de 2020, organise le déménagement du marché aux poissons de Tsukiji vers Toyosu (voté en mars 2012 et longtemps repoussé) finalement prévu pour novembre 2016 (proposant justement de faire du site ainsi libéré l'un des pôles de la future Olympiade), et met l'accent sur la réduction des inégalités sociales dans la métropole. Le gouvernement de Tokyo met ainsi en place en avril 2015 des aides aux chefs d'entreprises allant jusqu'à 500 000 yens par employés qui auraient vu leur statut évoluer de temporaire à permanent, et appelle en décembre 2015 les entrepreneurs à augmenter les salaires ainsi que les conditions de travail des travailleurs souhaitant conserver un contrat à durée déterminée.
En mai 2016, Masuzoe s'excuse lors d'une conférence de presse pour plus de 370 000 yens déclarés comme dépenses « liées à des réunions » couvertes par les fonds politiques, alors qu'ils avaient en fait été dépensés en activités privées (hôtels et repas au restaurant en famille, voyages de vacances, achats d'œuvres d'art et de mangas) en 2013 et 2014. Il reconnaît également avoir utilisé sa voiture officielle pour se rendre dans sa maison de vacance à Yugawara dans la préfecture de Kanagawa,. Durant les semaines qui suivent, de plus amples investigations concernant ses activités ont mis en lumière d'autres utilisations inappropriées de l'argent public, le forçant à promettre de rembourser l'ensemble de ces détournements. Une motion de censure est déposée contre lui à l'Assemblée métropolitaine de Tokyo et, étant soutenue par le PLD et le Nouveau Komeito, semble pouvoir être adoptée. D'abord réticent à l'idée de démissionner, demandant plus de temps afin de prendre en compte les attentes des citoyens, Masuzoe finit par présenter sa démission au président de l'Assemblée métropolitaine le matin du 15 juin 2016, soit quelques heures avant le vote de la motion de censure qui est donc annulé. Il doit conserver son mandat jusqu'au 21 juin 2016. Il doit recevoir une indemnité de retrait de 200 000 dollars américains, mais ne pourra plus bénéficier de l'usage des véhicules du gouvernement et son déplacement à Rio de Janeiro pour y représenter la future ville hôte aux Jeux olympiques d'été de 2016 en août est annulé.